# Danaus melanippus
Danaus melanippus là một loài bướm thuộc chi Danaus, họ Bướm giáp. Loài này phân bố ở châu Á nhiệt đới. Phạm vi phân bố từ Assam ở đông Ấn Độ qua khắp Đông Nam Á về phía nam đến Indonesia, phía đông đến Philippines và qua phía nam Trung Hoa đến Đài Loan (Evans 1932, Smith et al. 2005). Loài này có khoảng 13-18 phân loài, nó liên quan chặt chẽ nhất với loài Danaus affinis (Smith et al. 2005).